# Rosella morada
La rosella morada (Roemeria hybrida) és una espècie de la família Papaveraceae distribuïda per la Mediterrània occidental i oriental. Rarament a Itàlia, cap a l'est fins a Pèrsia. El seu hàbitat són terrenys de cultiu i erms. És una planta anual, de 20-40 cm d'alçada, erecta, ramificada i pubescent, amb làtex groc. Té les fulles alternes, les inferiors peciolades, les superiors sèssils, tripinnades, segments linears lanceolats, acabats en punta. Flors grans, violetes, solitàries a l'axil·la superior o terminal, de 3-6 cm d'ample. Quatre pètals, arrodonits, amb una taca basal. Dos sèpals, pilosos, caducs. Nombrosos estams, amb anteres grogues i filaments foscos. L'ovari és súper amb estigma trilobulat, assentat. És una càpsula erecta, de 5-10 cm de llarg, fina, estriada longitudinalment, amb àpex una mica hirsut / espinós i que s'obre per dalt amb 2-4 valves.

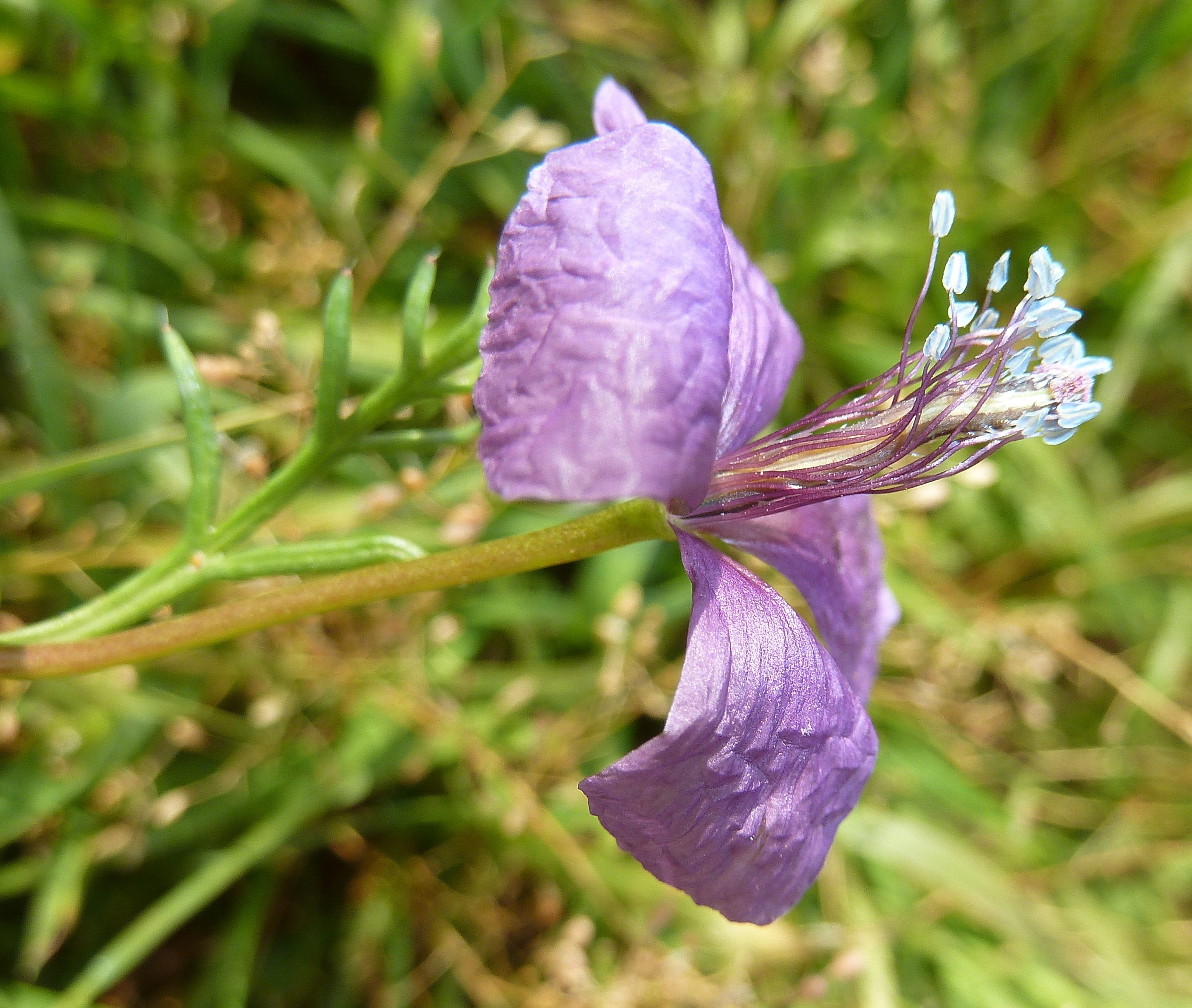
Vista lateral de la flor
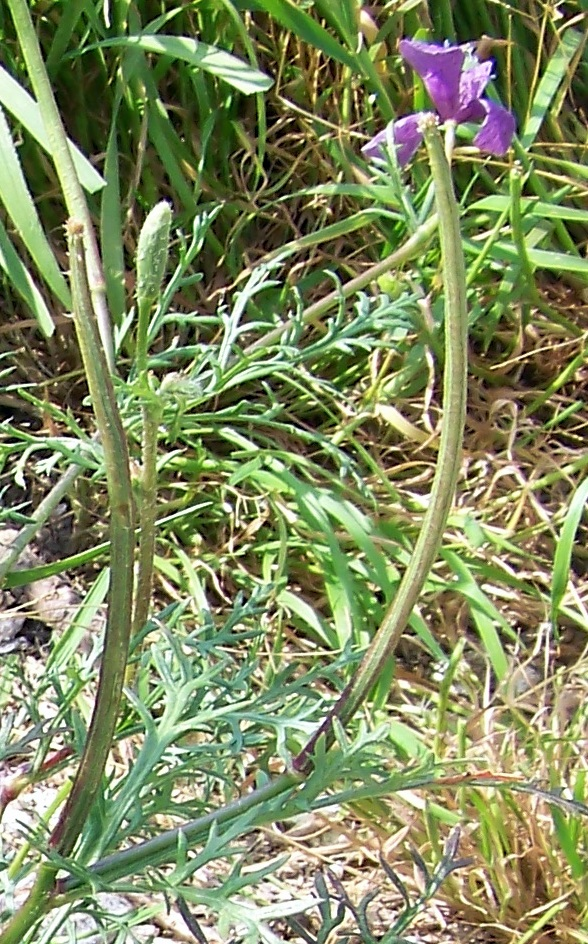
Fruits immadurs